# Tyllingen, Dalarna
Tyllingen är en sjö i Hedemora kommun i Dalarna och ingår i Dalälvens huvudavrinningsområde. Sjön har en area på 0,0869 kvadratkilometer och ligger 107,7 meter över havet. Sjön avvattnas av vattendraget Långshytteån (Glasån).

## Delavrinningsområde
Tyllingen ingår i det delavrinningsområde (670413-151323) som SMHI kallar för Utloppet av Tyllingen. Medelhöjden är 112 meter över havet och ytan är 0,55 kvadratkilometer. Räknas de 33 avrinningsområdena uppströms in blir den ackumulerade arean 266,73 kvadratkilometer. Långshytteån (Glasån) som avvattnar avrinningsområdet har biflödesordning 2, vilket innebär att vattnet flödar genom totalt 2 vattendrag innan det når havet efter 174 kilometer. Avrinningsområdet består mestadels av jordbruk (11 procent). Bebyggelsen i området täcker en yta av 0,47 kvadratkilometer eller 86 procent av avrinningsområdet.